# Jakobssonita
La jakobssonita és un mineral de la classe dels halurs. Va ser aprovada com a espècie vàlida per l'Associació Mineralògica Internacional l'any 2011. Rep el seu nom del vulcanòleg islandès Sveinn Peter Jakobsson (1939), qui va descobrir el mineral.

## Característiques
La jakobssonita és un fluorur de fórmula química CaAlF₅. Cristal·litza en el sistema monoclínic. L'exemplar que va servir per a determinar l'espècie, el que es coneix com a material tipus, es troba conservat al Icelandic Institute of Natural History, l'Institut islandès d'història natural que es troba a Reykjavík, Islàndia, amb el número de mostra NI 12256.

## Formació i jaciments
Aquesta espècie ha estat descrita gràcies a exemplars trobats en dos volcans de la regió de Suðurland, a Islàndia: el volcà Hekla i el volcà Eldfell, on dol trobar-se associada a la hidroquenoralstonita. També ha estat descrita al primer con de cendra del volcà Tolbàtxik, situat a l'óblast de Kamtxatka, Rússia.